# Polyphaenis sericata
Polyphaenis sericata là một loài bướm đêm trong họ Noctuidae.

## Hình ảnh

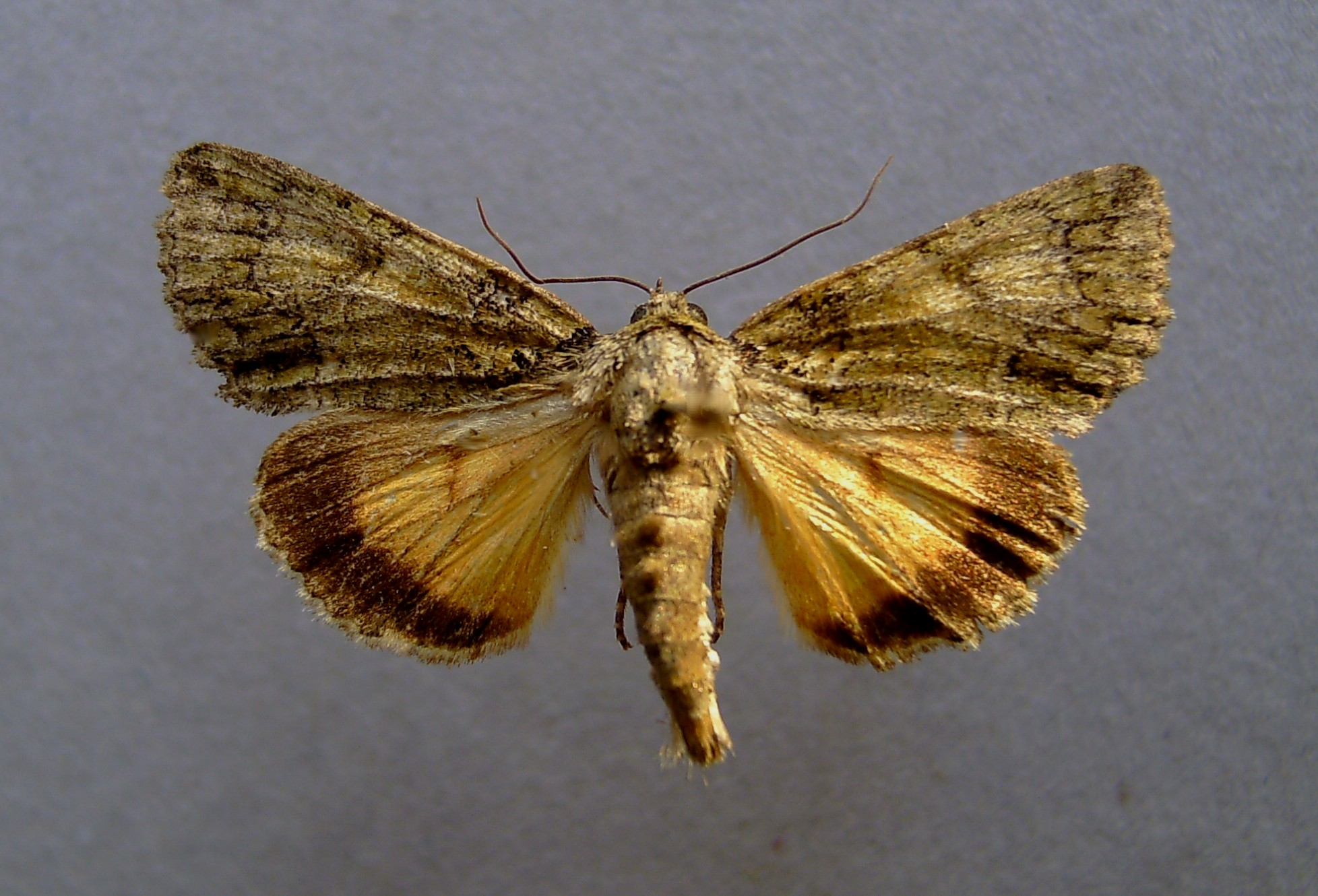
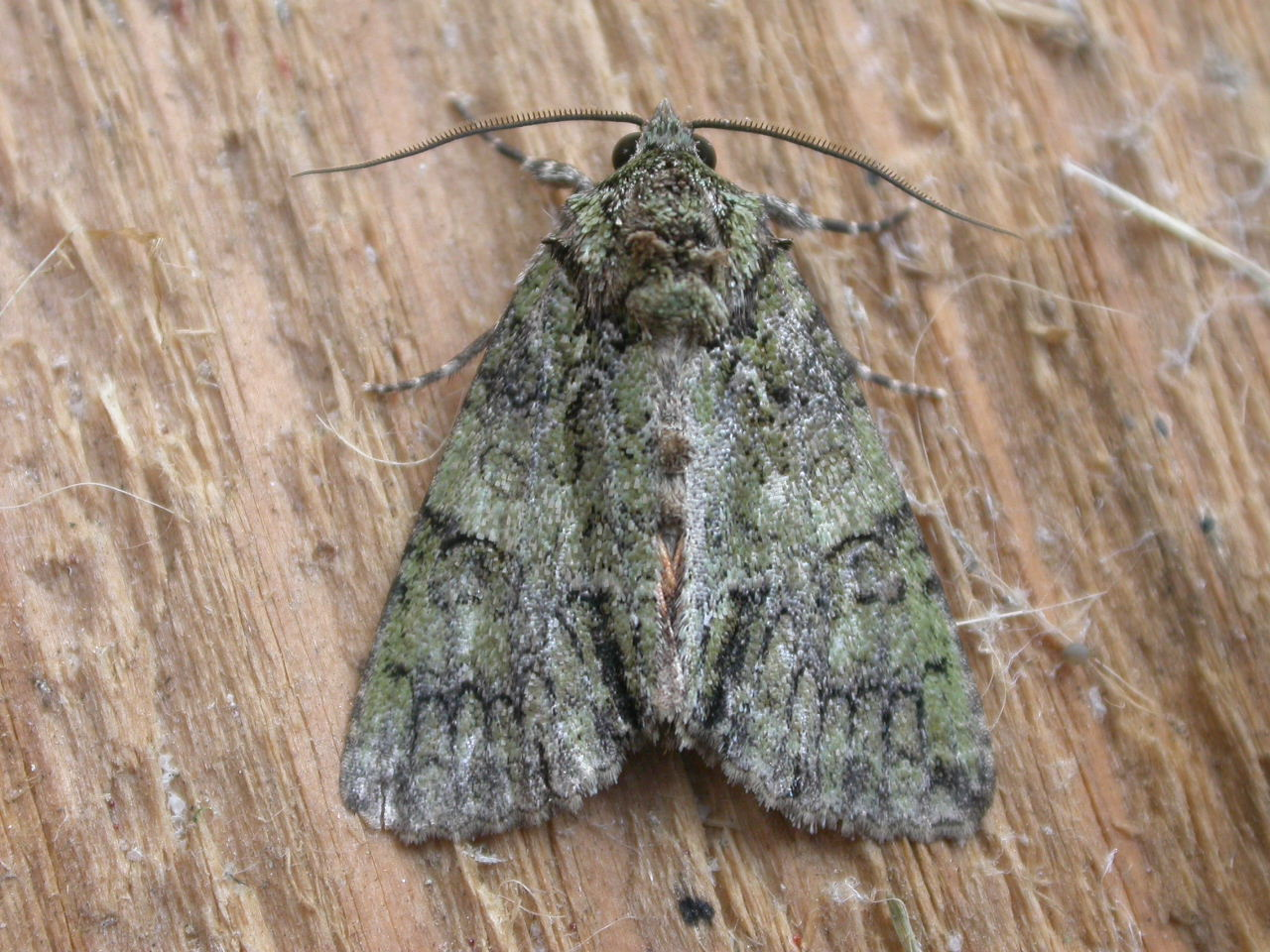
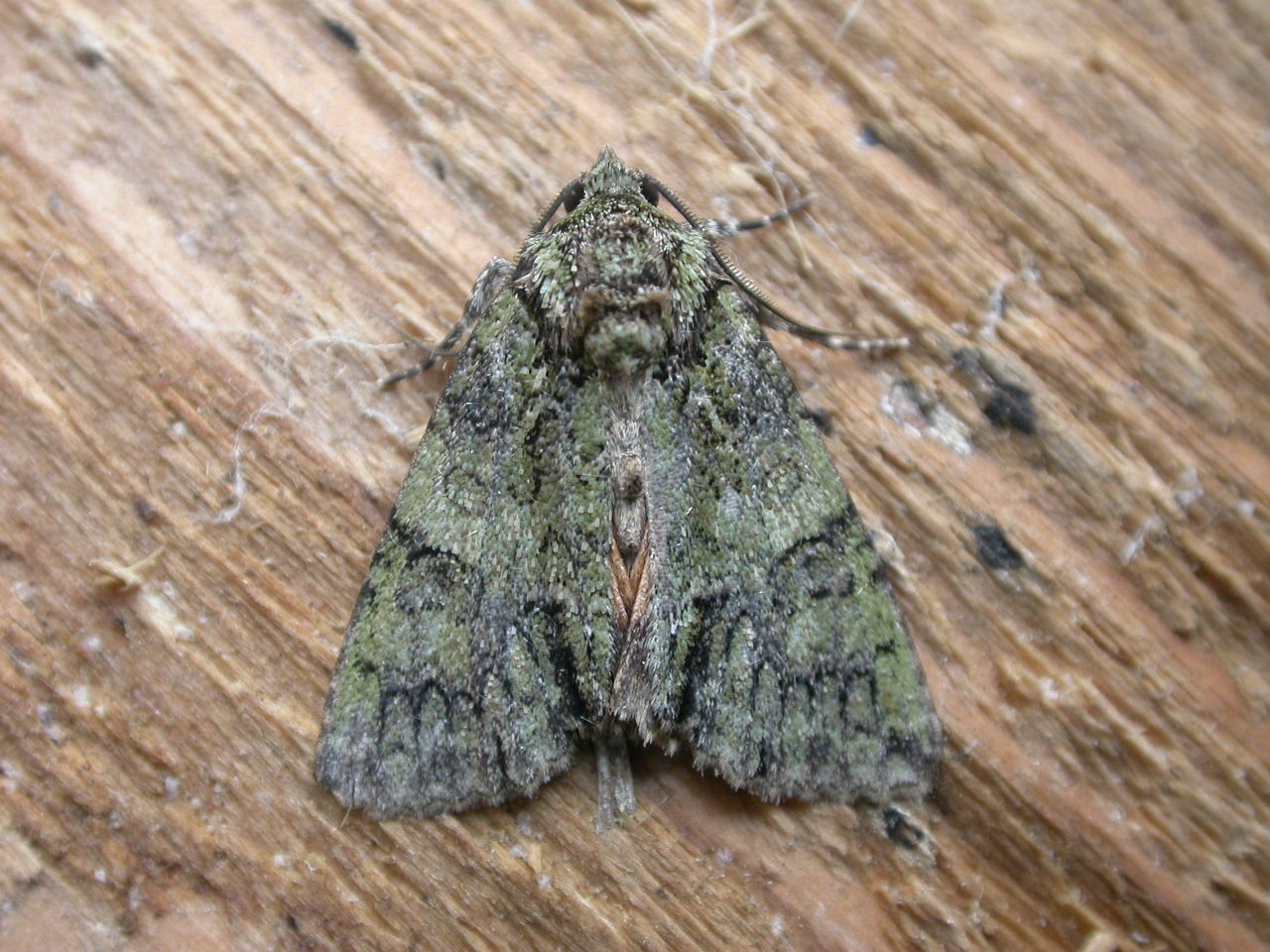